# 9А85
9А85 — радянська та російська самохідна пуско-заряджальна установка зі складу ЗРС С-300В.

## Опис конструкції
Пуско-заряджальна установка 9А85 призначена для зберігання, перевезення та заряджання пускової установки 9А83 чотирма зенітними керованими ракетами 9М83. Крім того, є можливість проводити пуск ракет при поєднанні з пусковою установкою 9А83. Для заряджання пускової установки, на 9А85 є спеціальне кранове обладнання вантажністю 6350 кг. Заряджання може проводитися також із ґрунту або з транспортних засобів, також є можливість здійснювати самозаряджання. Повний цикл заряджання 9А83 становить від 50 до 60 хвилин. На відміну від інших елементів ЗРС С-300В, на пуско-заряджальній установці 9А85 для забезпечення електроживлення використовуються дизельні агрегати замість газотурбінних.

### Ходова частина
Усі засоби пуско-заряджальної установки 9А84 встановлені на спеціальне гусеничне шасі, що має індекс ГБТУ — «Об'єкт 835» (рос. Объект 835). Шасі розроблено у конструкторському бюро Ленінградського заводу імені Кірова. В основі конструкції лежить шасі самохідної гармати 2С7 «Піон». Змінено положення моторно-трансмісійного відділення (перенесено до кормової частини машини), вузли та агрегати шасі по окремих вузлах уніфіковані з танками Т-72 та Т-80.

## Модифікації
- 9А85 — пускова установка ЗРС С-300В
- 9А85М — пускова установка ЗРС С-300ВМ із ЗКР 9М83М